# Pelasgis
Pelasgis is een geslacht van vlinders van de familie snuitmotten (Pyralidae), uit de onderfamilie Chrysauginae.

## Soorten
- P. ectopolia Hampson, 1916
- P. geromalis Dyar, 1914
- P. griseolimalis Hampson, 1916
- P. hypogryphalis Ragonot, 1890
- P. phyllis Schaus, 1913